# Formula 1 – sezona 2004.
| FIA Svjetsko prvenstvo Formule 1 2004. | FIA Svjetsko prvenstvo Formule 1 2004. |
|                                        | Prvak                                  |
| -------------------------------------- | -------------------------------------- |
| Vozač                                  | Michael Schumacher (Ferrari)           |
| Konstruktor                            | Ferrari                                |
| Prethodna sezona                       | Sljedeća sezona                        |
| 2003.                                  | 2005.                                  |

Formula 1 – sezona 2004. je bila 55. sezona u prvenstvu Formule 1.

## Vozači i konstruktori
| Konstruktor / Momčad                   | Šasija          | Motor                       | Gume | Broj | Vozači               | Utrke      |
| -------------------------------------- | --------------- | --------------------------- | ---- | ---- | -------------------- | ---------- |
| Ferrari Scuderia Ferrari Marlboro      | Ferrari F2004   | Ferrari 053 V10 3.0         | B    | 1    | Michael Schumacher   | Sve        |
| Ferrari Scuderia Ferrari Marlboro      | Ferrari F2004   | Ferrari 053 V10 3.0         | B    | 2    | Rubens Barrichello   | Sve        |
| Williams-BMW BMW Williams F1 Team      | Williams FW26   | BMW P84 V10 3.0             | M    | 3    | Juan Pablo Montoya   | Sve        |
| Williams-BMW BMW Williams F1 Team      | Williams FW26   | BMW P84 V10 3.0             | M    | 4    | Ralf Schumacher      | 1-9, 16-18 |
| Williams-BMW BMW Williams F1 Team      | Williams FW26   | BMW P84 V10 3.0             | M    | 4    | Marc Gené            | 10-11      |
| Williams-BMW BMW Williams F1 Team      | Williams FW26   | BMW P84 V10 3.0             | M    | 4    | Antônio Pizzonia     | 12-15      |
| McLaren-Mercedes West McLaren Mercedes | McLaren MP4-19  | Mercedes FO 110Q V10 3.0    | M    | 5    | David Coulthard      | 1-9        |
| McLaren-Mercedes West McLaren Mercedes | McLaren MP4-19  | Mercedes FO 110Q V10 3.0    | M    | 6    | Kimi Räikkönen       | 1-9        |
| McLaren-Mercedes West McLaren Mercedes | McLaren MP4-19B | Mercedes FO 110Q V10 3.0    | M    | 5    | David Coulthard      | 10-18      |
| McLaren-Mercedes West McLaren Mercedes | McLaren MP4-19B | Mercedes FO 110Q V10 3.0    | M    | 6    | Kimi Räikkönen       | 10-18      |
| Renault Mild Seven Renault F1 Team     | Renault R24     | Renault RS24 V10 3.0        | M    | 7    | Jarno Trulli         | 1-15       |
| Renault Mild Seven Renault F1 Team     | Renault R24     | Renault RS24 V10 3.0        | M    | 7    | Jacques Villeneuve   | 16-18      |
| Renault Mild Seven Renault F1 Team     | Renault R24     | Renault RS24 V10 3.0        | M    | 8    | Fernando Alonso      | Sve        |
| BAR-Honda Lucky Strike BAR Honda       | BAR 006         | Honda RA004E V10 3.0        | M    | 9    | Jenson Button        | Sve        |
| BAR-Honda Lucky Strike BAR Honda       | BAR 006         | Honda RA004E V10 3.0        | M    | 10   | Takuma Sato          | Sve        |
| Sauber-Petronas Sauber Petronas        | Sauber C23      | Petronas 04A V10 3.0        | B    | 11   | Giancarlo Fisichella | Sve        |
| Sauber-Petronas Sauber Petronas        | Sauber C23      | Petronas 04A V10 3.0        | B    | 12   | Felipe Massa         | Sve        |
| Jaguar-Ford Cosworth Jaguar Racing     | Jaguar R5       | Ford Cosworth CR-6 V10 3.0  | M    | 14   | Mark Webber          | Sve        |
| Jaguar-Ford Cosworth Jaguar Racing     | Jaguar R5       | Ford Cosworth CR-6 V10 3.0  | M    | 15   | Christian Klien      | Sve        |
| Toyota Panasonic Toyota Racing         | Toyota TF104    | Toyota RVX-04 V10 3.0       | M    | 16   | Cristiano da Matta   | 1-11       |
| Toyota Panasonic Toyota Racing         | Toyota TF104    | Toyota RVX-04 V10 3.0       | M    | 17   | Olivier Panis        | 1-11       |
| Toyota Panasonic Toyota Racing         | Toyota TF104B   | Toyota RVX-04 V10 3.0       | M    | 16   | Cristiano da Matta   | 12         |
| Toyota Panasonic Toyota Racing         | Toyota TF104B   | Toyota RVX-04 V10 3.0       | M    | 16   | Ricardo Zonta        | 13-16      |
| Toyota Panasonic Toyota Racing         | Toyota TF104B   | Toyota RVX-04 V10 3.0       | M    | 16   | Jarno Trulli         | 17-18      |
| Toyota Panasonic Toyota Racing         | Toyota TF104B   | Toyota RVX-04 V10 3.0       | M    | 17   | Olivier Panis        | 12-17      |
| Toyota Panasonic Toyota Racing         | Toyota TF104B   | Toyota RVX-04 V10 3.0       | M    | 17   | Ricardo Zonta        | 18         |
| Jordan-Ford Cosworth Jordan Ford       | Jordan EJ14     | Ford Cosworth RS2 V10 3.0   | B    | 18   | Nick Heidfeld        | Sve        |
| Jordan-Ford Cosworth Jordan Ford       | Jordan EJ14     | Ford Cosworth RS2 V10 3.0   | B    | 19   | Giorgio Pantano      | 1-7, 9-15  |
| Jordan-Ford Cosworth Jordan Ford       | Jordan EJ14     | Ford Cosworth RS2 V10 3.0   | B    | 19   | Timo Glock           | 8, 16-18   |
| Minardi-Ford Cosworth Minardi Cosworth | Minardi PS04B   | Ford Cosworth CR-3L V10 3.0 | B    | 20   | Gianmaria Bruni      | Sve        |
| Minardi-Ford Cosworth Minardi Cosworth | Minardi PS04B   | Ford Cosworth CR-3L V10 3.0 | B    | 21   | Zsolt Baumgartner    | Sve        |

## Utrke
|     | Utrka                                             | 1.                              | 2.                              | 3.                              |
| --- | ------------------------------------------------- | ------------------------------- | ------------------------------- | ------------------------------- |
|     |                                                   |                                 |                                 |                                 |
| 1.  | VN Australije, Melbourne 7. ožujka 2004.          | Michael Schumacher Ferrari      | Rubens Barrichello Ferrari      | Fernando Alonso Renault         |
| 2.  | VN Malezije, Sepang 21. ožujka 2004.              | Michael Schumacher Ferrari      | Juan Pablo Montoya Williams-BMW | Jenson Button BAR-Honda         |
| 3.  | VN Bahreina, Sakhir 4. travnja 2004.              | Michael Schumacher Ferrari      | Rubens Barrichello Ferrari      | Jenson Button BAR-Honda         |
| 4.  | VN San Marina, Imola 25. travnja 2004.            | Michael Schumacher Ferrari      | Jenson Button BAR-Honda         | Juan Pablo Montoya Williams-BMW |
| 5.  | VN Španjolske, Catalunya 9. svibnja 2004.         | Michael Schumacher Ferrari      | Rubens Barrichello Ferrari      | Jarno Trulli Renault            |
| 6.  | VN Monaka, Monte Carlo 23. svibnja 2004.          | Jarno Trulli Renault            | Jenson Button BAR-Honda         | Rubens Barrichello Ferrari      |
| 7.  | VN Europe, Nürburgring 30. svibnja 2004.          | Michael Schumacher Ferrari      | Rubens Barrichello Ferrari      | Jenson Button BAR-Honda         |
| 8.  | VN Kanade, Montreal 13. lipnja 2004.              | Michael Schumacher Ferrari      | Rubens Barrichello Ferrari      | Jenson Button BAR-Honda         |
| 9.  | VN SAD, Indianapolis 20. lipnja 2004.             | Michael Schumacher Ferrari      | Rubens Barrichello Ferrari      | Takuma Sato BAR-Honda           |
| 10. | VN Francuske, Magny-Cours 4. srpnja 2004.         | Michael Schumacher Ferrari      | Fernando Alonso Renault         | Rubens Barrichello Ferrari      |
| 11. | VN Velike Britanije, Silverstone 11. srpnja 2004. | Michael Schumacher Ferrari      | Kimi Räikkönen McLaren-Mercedes | Rubens Barrichello Ferrari      |
| 12. | VN Njemačke, Hockenheim 25. srpnja 2004.          | Michael Schumacher Ferrari      | Jenson Button BAR-Honda         | Fernando Alonso Renault         |
| 13. | VN Mađarske, Hungaroring 15. kolovoza 2004.       | Michael Schumacher Ferrari      | Rubens Barrichello Ferrari      | Fernando Alonso Renault         |
| 14. | VN Belgije, Spa-Francorchamps 29. kolovoza 2004.  | Kimi Räikkönen McLaren-Mercedes | Michael Schumacher Ferrari      | Rubens Barrichello Ferrari      |
| 15. | VN Italije, Monza 12. rujna 2004.                 | Rubens Barrichello Ferrari      | Michael Schumacher Ferrari      | Jenson Button BAR-Honda         |
| 16. | VN Kine, Shanghai 26. rujna 2004.                 | Rubens Barrichello Ferrari      | Jenson Button BAR-Honda         | Kimi Räikkönen McLaren-Mercedes |
| 17. | VN Japana, Suzuka 10. listopada 2004.             | Michael Schumacher Ferrari      | Ralf Schumacher Williams-BMW    | Jenson Button BAR-Honda         |
| 18. | VN Brazila, Interlagos 24. listopada 2004.        | Juan Pablo Montoya Williams-BMW | Kimi Räikkönen McLaren-Mercedes | Rubens Barrichello Ferrari      |
|     |                                                   |                                 |                                 |                                 |

## Konačni poredak

### Vozači
| Poz. | Vozač                | AUS | MAL | BHR | SMR | ESP | MON | EUR | CAN | USA | FRA | GBR | GER | HUN | Bel | ITA | CHN | JPN | BRA | Bodovi |
| ---- | -------------------- | --- | --- | --- | --- | --- | --- | --- | --- | --- | --- | --- | --- | --- | --- | --- | --- | --- | --- | ------ |
| 1.   | Michael Schumacher   | 1   | 1   | 1   | 1   | 1   | Ret | 1   | 1   | 1   | 1   | 1   | 1   | 1   | 2   | 2   | 12  | 1   | 7   | 148    |
| 2.   | Rubens Barrichello   | 2   | 4   | 2   | 6   | 2   | 3   | 2   | 2   | 2   | 3   | 3   | 12  | 2   | 3   | 1   | 1   | Ret | 3   | 114    |
| 3.   | Jenson Button        | 6   | 3   | 3   | 2   | 8   | 2   | 3   | 3   | Ret | 5   | 4   | 2   | 5   | Ret | 3   | 2   | 3   | Ret | 85     |
| 4.   | Fernando Alonso      | 3   | 7   | 6   | 4   | 4   | Ret | 5   | Ret | Ret | 2   | 10  | 3   | 3   | Ret | Ret | 4   | 5   | 4   | 59     |
| 5.   | Juan Pablo Montoya   | 5   | 2   | 13  | 3   | Ret | 4   | 8   | DSQ | DSQ | 8   | 5   | 5   | 4   | Ret | 5   | 5   | 7   | 1   | 58     |
| 6.   | Jarno Trulli         | 7   | 5   | 4   | 5   | 3   | 1   | 4   | Ret | 4   | 4   | Ret | 11  | Ret | 9   | 10  |     | 11  | 12  | 46     |
| 7.   | Kimi Räikkönen       | Ret | Ret | Ret | 8   | 11  | Ret | Ret | 5   | 6   | 7   | 2   | Ret | Ret | 1   | Ret | 3   | 6   | 2   | 45     |
| 8.   | Takuma Sato          | 9   | 15  | 5   | 16  | 5   | Ret | Ret | Ret | 3   | Ret | 11  | 8   | 6   | Ret | 4   | 6   | 4   | 6   | 34     |
| 9.   | Ralf Schumacher      | 4   | Ret | 7   | 7   | 6   | 10  | Ret | DSQ | Ret | Inj |     |     |     |     |     | Ret | 2   | 5   | 24     |
| 10.  | David Coulthard      | 8   | 6   | Ret | 12  | 10  | Ret | Ret | 6   | 7   | 6   | 7   | 4   | 9   | 7   | 6   | 9   | Ret | 11  | 24     |
| 11.  | Giancarlo Fisichella | 10  | 11  | 11  | 9   | 7   | Ret | 6   | 4   | 9   | 12  | 6   | 9   | 8   | 5   | 8   | 7   | 8   | 9   | 22     |
| 12.  | Felipe Massa         | Ret | 8   | 12  | 10  | 9   | 5   | 9   | Ret | Ret | 13  | 9   | 13  | Ret | 4   | 12  | 8   | 9   | 8   | 12     |
| 13.  | Mark Webber          | Ret | Ret | 8   | 13  | 12  | Ret | 7   | Ret | Ret | 9   | 8   | 6   | 10  | Ret | 9   | 10  | Ret | Ret | 7      |
| 14.  | Olivier Panis        | 13  | 12  | 9   | 11  | Ret | 8   | 11  | DSQ | 5   | 15  | Ret | 14  | 11  | 8   | Ret | 14  | 14  |     | 6      |
| 15.  | Antônio Pizzonia     |     |     |     |     |     |     |     |     |     |     |     | 7   | 7   | Ret | 7   |     |     |     | 6      |
| 16.  | Christian Klien      | 11  | 10  | 14  | 14  | Ret | Ret | 12  | 9   | Ret | 11  | 14  | 10  | 13  | 6   | 13  | Ret | 12  | 14  | 3      |
| 17.  | Cristiano da Matta   | 12  | 9   | 10  | Ret | 13  | 6   | Ret | DSQ | Ret | 14  | 13  | Ret |     |     |     |     |     |     | 3      |
| 18.  | Nick Heidfeld        | Ret | Ret | 15  | Ret | Ret | 7   | 10  | 8   | Ret | 16  | 15  | Ret | 12  | 11  | 14  | 13  | 13  | Ret | 3      |
| 19.  | Timo Glock           |     |     |     |     |     |     |     | 7   |     |     |     |     |     |     |     | 15  | 15  | 15  | 2      |
| 20.  | Zsolt Baumgartner    | Ret | 16  | Ret | 15  | Ret | 9   | 15  | 10  | 8   | Ret | Ret | 16  | 15  | Ret | 15  | 16  | Ret | 16  | 1      |
| 21.  | Jacques Villeneuve   |     |     |     |     |     |     |     |     |     |     |     |     |     |     |     | 11  | 10  | 10  | 0      |
| 22.  | Ricardo Zonta        |     |     |     |     |     |     |     |     |     |     |     |     | Ret | 10  | 11  | Ret |     | 13  | 0      |
| 23.  | Marc Gené            |     |     |     |     |     |     |     |     |     | 10  | 12  |     |     |     |     |     |     |     | 0      |
| 24.  | Giorgio Pantano      | 14  | 13  | 16  | Ret | Ret | Ret | 13  |     | Ret | 17  | Ret | 15  | Ret | Ret | Ret |     |     |     | 0      |
| 25.  | Gianmaria Bruni      | NC  | 14  | 17  | Ret | Ret | Ret | 14  | Ret | Ret | 18  | 16  | 17  | 14  | Ret | Ret | Ret | 16  | 17  | 0      |
| Poz. | Vozač                | AUS | MAL | BHR | SMR | ESP | MON | EUR | CAN | USA | FRA | GBR | GER | HUN | Bel | ITA | CHN | JPN | BRA | Bodovi |

| Boja       | Rezultat                   | Oznaka boje |
| ---------- | -------------------------- | ----------- |
| Zlato      | 1. mjesto                  | #FFFFBF     |
| Srebro     | 2. mjesto                  | #DFDFDF     |
| Bronca     | 3. mjesto                  | #FFDF9F     |
| Zeleno     | U cilju osvojivši bodove   | #DFFFDF     |
| Plavo      | U cilju bez bodova         | #CFCFFF     |
| Ljubičasto | Nije završio utrku (Ret)   | #EFCFFF     |
| Ljubičasto | Nije klasificiran (NC)     | #EFCFFF     |
| Crveno     | Nije se kvalificirao (DNQ) | #FFCFCF     |
| Crno       | Diskvalificaran (DSQ)      | #000000     |
| Bijelo     | Nije startao (DNS)         | #FFFFFF     |
| Bez boje   | Nije sudjelovao            |             |
| Bez boje   | Bolovanje (INJ)            |             |
| Bez boje   | Isključen (EX)             |             |

### Konstruktori
| Pozicija | Konstruktor           | Bodovi |
| -------- | --------------------- | ------ |
| 1.       | Ferrari               | 262    |
| 2.       | BAR-Honda             | 119    |
| 3.       | Renault               | 105    |
| 4.       | Williams-BMW          | 88     |
| 5.       | McLaren-Mercedes      | 69     |
| 6.       | Sauber-Petronas       | 34     |
| 7.       | Jaguar-Ford Cosworth  | 10     |
| 8.       | Toyota                | 9      |
| 9.       | Jordan-Ford Cosworth  | 5      |
| 10.      | Minardi-Ford Cosworth | 1      |